# Zuhause ist die Welt noch in Ordnung
Zuhause ist die Welt noch in Ordnung ist ein Lied des deutschen Rappers Sido, in Kollaboration mit dem deutschen Popsänger Adel Tawil. Das Stück erschien als Teil von Sidos sechstem Soloalbum VI.

## Entstehung und Veröffentlichung
Geschrieben wurde das Lied von den beiden Interpreten selbst – unter ihren bürgerlichen Namen Paul Würdig (Sido) und Adel Tawil – sowie den weiteren Koautoren Haschim Elobied (DJ Desue), Thomas Kessler (X-plosive) und Simon Müller-Lerch (Sera Finale). Die Produktion und Programmierung erfolgte durch die Zusammenarbeit von DJ Desue und X-plosive. DJ Desue war darüber hinaus eigenständig für die Abmischung sowie die Aufnahme verantwortlich. Das Mastering erfolgte durch Sterling Sound in New York City, unter der Leitung des US-amerikaners Tom Coyne.
Zuhause ist die Welt noch in Ordnung erschien erstmals als Teil von Sidos sechstem Soloalbum VI am 4. September 2015. Das Album erschien unter dem Musiklabel Urban Records, einem Sublabel von Universal Music, das auch für den Vertrieb zuständig war. Verlegt wurde das Lied über Aquarium Blau Edition, BMG Rights Management, Elobeatz Edition, Goldzweig Berlin und Sony Music Publishing. Um das Album VI zu bewerben, erschien im März 2016 ein Musikvideo zu Zuhause ist die Welt noch in Ordnung. Eine Singleauskopplung erfolgte nicht.

## Hintergrundinformation
Bei Zuhause ist die Welt noch in Ordnung handelt es sich um die dritte Zusammenarbeit zwischen Sido und Adel Tawil. Bereits im Jahr 2010 nahmen die zwei den Titel Der Himmel soll warten für Sidos Unplugged-Album MTV Unplugged Live aus’m MV auf. Das Stück erschien als Single am 14. Mai 2010 und erreichte die Charts aller D-A-CH-Staaten. In Deutschland erreichte die Single Rang zwei und musste sich lediglich Wavin’ Flag von K’naan geschlagen geben. In Österreich erreichte die Single Rang vier und in der Schweiz Rang 28. Sido erreichte damit in Deutschland und Österreich seine bis dato besten Single-Chartplatzierungen. Für 150.000 verkaufte Einheiten erhielt die Single eine Goldene Schallplatte in Deutschland, womit sie zu den meistverkauften Rapsongs des Landes zählt.
2013 revanchierte sich Sido und war als Gastsänger auf Tawils Debütalbum Lieder vertreten. Zusammen mit Prinz Pi nahmen die beiden das Lied Aschenflug auf. Eine Woche vor der Veröffentlichung von Tawils Debütalbum wurde Aschenflug am 1. November 2013 als Single ausgekoppelt. Diese Kollaboration konnte kommerziell nicht an die Erfolge von Der Himmel soll warten anknüpfen, erreichte jedoch Chartplatzierungen in allen D-A-CH-Staaten. Am besten platzierte sich Aschenflug in Deutschland, wo die Single mit Rang 18 die Top 20 erreichte.

## Inhalt
| „Und dann öffne ich diese Tür. Schau mich um und da seid ihr. Endlich bin ich wieder hier. Zuhause ist die Welt noch in Ordnung. Hier ist mein Unterschlupf im Krieg. Ihr holt mich runter wenn ich flieg. Ihr seid der Grund warum´s mich gibt. Zuhause ist die Welt noch in Ordnung.“ – Refrain, Originalauszug | Der Liedtext zu Zuhause ist die Welt noch in Ordnung ist in deutscher Sprache verfasst. Die Musik wurde gemeinsam von DJ Desue und X-plosive komponiert; der Text gemeinsam von Sera Finale, Sido und Adel Tawil geschrieben. Musikalisch bewegt sich das Lied im Bereich der Popmusik und des Deutschraps. Das Tempo beträgt 166 Schläge pro Minute. Die Tonart ist C-Dur. Aufgebaut ist das Lied auf einem Intro, drei Strophen, einem Refrain und einem Outro. Das Lied beginnt zunächst mit dem Intro, das lediglich aus der von Sido gerappten Zeile: „Uh, Yeah. Ich bin nicht gläubig, aber ich glaub wir sind alle am Arsch“ besteht. Auf das Intro folgt die erste Strophe, die ebenfalls von Sido gerappt wird. An die Strophe schließt sich der Refrain an, der wiederum von Tawil gesungen wird. Der gleiche Vorgang wiederholt sich mit der zweiten und dritten Strophe. Nach dem dritten Refrain endet das Lied mit dem Outro, das sich aus der vier Mal wiederholten Zeile: „Zuhause ist die Welt noch in Ordnung“ zusammensetzt. Inhaltlich handelt es sich um einen gesellschaftskritischen Text, bei dem Sido und Tawil unter anderem Bezug auf den Psalm 23 („Und wenn ich auch laufe durch’s finstere Tal“), das französische Satiremagazin Charlie Hebdo („Auf der einen Seite Ali auf der andern Seite Charlie; und sie kämpfen bis die Bombe platzt und die Erde schluckt“) oder auch Sidos Vergangenheit mit Maske („Sie wollen Sido, denen ist das Gesicht hinter dem Stahl egal“) nehmen. |

## Musikvideo
Das Musikvideo zu Zuhause ist die Welt noch in Ordnung feierte seine Premiere auf YouTube am 2. März 2016. Es zeigt größtenteils Großaufnahmen von Sido und Tawil, die das Lied darbieten. Zwischendurch sind immer wieder Einspieler im Wechsel zu sehen, die inhaltlich zur aktuellen Strophe oder im Allgemeinen zum Lied passen. Laut dem deutschen Hip-Hop-Magazin Backspin, inszeniere das Video von seiner Machart eine „Super-8-Ästhetik“. Die Gesamtlänge des Videos beträgt 3:33 Minuten. Regie führten Feliks Horn und Sebastian Tomczak. Das Musikvideo zählt bis heute über 3,9 Millionen Aufrufe bei YouTube (Stand Mai 2021).

## Mitwirkende
| Liedproduktion - Tom Coyne: Mastering - Haschim Elobied (DJ Desue): Abmischung, Komponist, Musikproduzent, Programmierung, Tonmeister - Thomas Kessler (X-plosive): Komponist, Musikproduzent, Programmierung - Simon Müller-Lerch (Sera Finale): Liedtexter - Adel Tawil: Gesang, Liedtexter - Paul Würdig (Sido): Liedtexter, Rap Unternehmen - Aquarium Blau Edition: Verlag - BMG Rights Management: Verlag - Das Department: Koproduzent (Musikvideo) - Elobeatz Edition: Verlag - Goldzweig Berlin: Verlag - Oh My: Filmproduzent (Musikvideo) - Sony Music Publishing: Verlag - Universal Music Publishing: Vertrieb - Urban Records: Musiklabel | Musikvideo - Dominic Drolshagen: Oberbeleuchter - Patrick Grzanna: Grip - Niels Herrman: Set-Runner - Feliks Horn: Drehbuch, Regisseur - Marc Künker: Darsteller, Set-Runner - Marvin Litwak: Erste Filmaufnahmeleitung - Madeleine Magnus: Maske - Amin Oussar: Kameramann - Johannes Suntrup: Kameraassistent - Babs Tarabczynski: Szenenbild - Sebastian Tomczak: Drehbuch, Filmeditor, Postproduktion, Regisseur |

## Rezeption

### Rezensionen
Louis Richter vom Online-Magazin rap.de ist der Meinung, dass das Lied, wie es die Kollaboration erwarten ließ, „poppig angehaucht“ und „unverhohlen“ auf Radio-Airplay zugeschnitten sei. Sido setze sich in seinen Versen mit den Problemen und Ungerechtigkeiten der Welt auseinander, während Adel Tawil das Gefühl des Zuhauseseins besinge.

### Charts und Chartplatzierungen
Obwohl Zuhause ist die Welt noch in Ordnung nicht als Single erschien, konnte sich das Lied aufgrund hoher Einzeldownloads und -streamings in den Singlecharts platzieren. In Deutschland erreichte das Lied eine Woche die Charts und belegte dabei Rang 80. In der Schweiz konnte sich das Lied drei Wochen in den Charts platzieren und erreichte mit Rang 47 seine beste Chartnotierung. Während Sido bereits mit den Titeln Immer immer mehr, Maskerade und Fühl dich frei die Charts erreichte, ist es für Tawil der erste Charterfolg mit einem Titel, der nicht als Single erschien.
Für Sido ist Zuhause ist die Welt noch in Ordnung der 42. Charterfolg als Interpret in Deutschland sowie der 20. in der Schweiz. Tawil erreichte hiermit zum 13. Mal die deutschen Singlecharts als Interpret sowie zum zehnten Mal in der Schweiz. In seiner Autorenfunktion ist es bereits sein 28. Charterfolg in Deutschland sowie der 13. in der Schweiz.
Für Sera Finale ist dies die 19. Autorenbeteiligung in den deutschen Singlecharts sowie die zehnte in der Schweizer Hitparade. Desue erreichte mit Zuhause ist die Welt noch in Ordnung zum zwölften Mal die Singlecharts in Deutschland als Produzent sowie zum sechsten Mal in der Schweiz. Als Autor ist es sein elfter Charthit in Deutschland und ebenfalls der sechste in der Schweiz. Für X-plosive ist dies nach Minutentakt (Fler) und Löwenzahn (Sido feat. Olexesh) jeweils der dritte Charthit als Autor und Produzent in Deutschland, in der Schweiz ist es ebenfalls in beiden Funktionen der zweite nach Löwenzahn.